# Chobielin
Chobielin – wieś w Polsce położona w województwie kujawsko-pomorskim, w powiecie nakielskim, w gminie Szubin.

## Podział administracyjny
W latach 1975–1998 miejscowość administracyjnie należała do województwa bydgoskiego.
| Identyfikator miejscowości | Nazwa Miejscowości | Rodzaj miejscowości |
| -------------------------- | ------------------ | ------------------- |
| 1067035                    | Chobielin-Dwór     | osada wsi           |
| 0993975                    | Młynki             | osada wsi           |

## Historia
Wieś o rodowodzie średniowiecznym. Pierwotnie własność rycerska. Pierwsza wzmianka o miejscowości pochodzi z 1399 roku. Od 1572 r. stanowił dominium w powiecie szubińskim obejmujące folwark z młynem, 5 domów i 98 mieszkańców. Pod koniec XVIII wieku dziedzicem w Chobielinie był Józef Hulewicz, następnie Jan Toporski do końca 1809 r., kiedy to zmarł 28 grudnia 1809 r. w wieku lat 53, a po nim w okresie zaborów August Falkenberg i jego potomkowie. Falkenbergowie mieszkali w Chobielinie do grudnia 1919 roku, gdy majątek znalazł się ponownie w odrodzonym państwie polskim.
W okresie Wielkiego Księstwa Poznańskiego (1815–1848) miejscowość należała do wsi większych w ówczesnym pruskim powiecie Szubin w rejencji bydgoskiej. Chobielin stanowił majątek prywatny, którego właścicielem był wówczas Rutkowski. Według spisu urzędowego z 1837 roku wieś liczyła 104 mieszkańców, którzy zamieszkiwali 10 dymów (domostw). Wzmiankowany był wówczas także Chobielin młyn (2 domy, 26 osób). W skład majątku Chobielin wchodziły wówczas także: folwark Sobiech (2 domy, 35 osób) oraz wieś Jarużyn (10 domów, 110 osób).
17 grudnia 1919 roku dobra chobielińskie o łącznej powierzchni 400 ha nabył Julian Reysowski. Reysowscy byli ich właścicielami do II wojny światowej. Majątek po 1945 roku został znacjonalizowany i przekazany na rzecz Państwowego Gospodarstwa Rolnego we Wieszkach.
1 stycznia 2017 roku ze wsi, w części z klasycystycznym dworem wraz z parkiem wyodrębniono osadę Chobielin-Dwór.

## Demografia
Wieś w roku 1572 liczyła 98 mieszkańców, w roku 1837 było ich 104. Według Narodowego Spisu Powszechnego (III 2011 r.) liczyła 85 mieszkańców. Jest 34. co do wielkości miejscowością gminy Szubin.